# بوب هال (لاعب هوكي الجليد)
بوب هال (بالإنجليزية: Bob Hall)‏ هو لاعب هوكي الجليد أمريكي، ولد في 13 أكتوبر 1899، وتوفي في 3 ديسمبر 1986.

## وصلات خارجية
- بوب هال على موقع دوري الهوكي الوطني (الإنجليزية)
- بوب هال على موقع EliteProspects.com (الإنجليزية)
- بوب هال على موقع HockeyDB.com (الإنجليزية)
- بوب هال على موقع Hockey-Reference.com (الإنجليزية)